# Игры доброй воли
Игры доброй воли (англ. Goodwill Games) — серия международных соревнований, по своему масштабу подобных Олимпийским играм и задуманных как их альтернатива во времена бойкота Игр. Проводились раз в 4 года по инициативе спортивных организаций, деловых кругов и общественности США и стран-участниц. Позже бренд «Игры доброй воли» был продан их основателем Тедом Тёрнером компании Time Warner. Девиз Игр — «От дружбы в спорте — к миру на Земле!»

## История создания
Игры доброй воли были созданы по инициативе Тэда Тёрнера как альтернатива Олимпийским Играм после бойкота США и других западных стран Олимпийских Игр в Москве в 1980 году из-за ввода советских войск в Афганистан и ответного бойкота СССР Олимпиады в Лос-Анджелесе в 1984 году США.
Идея возникла у Теда Тёрнера в 1984 году во время его визита в Москву. Тед Тёрнер был разочарован бойкотом, оценивая его как негативный исход для обеих сторон в конфликте. Магнат также считал, что это удобный момент для создания альтернативных соревнований высокого уровня, которые могут «украсть» часть успеха у Олимпийских Игр. Организация соревнований обошлась ему более чем в $11 миллионов.
Первые Игры доброй воли состоялись в Москве с 5 по 20 июля 1986 года. В них принимало участие более 3000 спортсменов из 79 стран, которые разыграли 182 золотые медали в 18 видах спорта. В ходе соревнований было побито шесть мировых рекордов, несколько континентальных и национальных (Сергей Бубка — в прыжках с шестом, Джекки Джойнер-Керси в семиборье, а также в велогонках были поставлены рекорды у мужчин и женщин). На фоне начавшейся перестройки и связанных с ней надежд на скорое окончание Холодной войны данные игры воспринимались как благородная мирная инициатива, а потому получили большую популярность.
В дальнейшем, с окончанием конфронтации и прекращением практики бойкотирования Олимпийских игр различными странами, интерес к проведению Игр доброй воли спал. Уже вторые Игры 1990 года в Сиэтле проводились скорее как дань вежливости (холодная война к тому моменту практически завершилась, но после игр в СССР необходимо было провести ответные игры в США), а после распада СССР проведение таких соревнований стало и вовсе неактуальным. Впрочем, организаторам ещё долгое время различными способами удавалось удерживать интерес мирового сообщества к этим соревнованиям. Так, в 2000 году в Лейк-Плэсиде (США) прошли первые зимние Игры Доброй воли, а пятые Игры в 2001 году впервые прошли за пределами СССР и США — в Австралии.
В целом Тёрнер вложил в проведение первых трёх Игр доброй Воли около $109 миллионов. Предприятие не оправдало себя. Только у первых Игр были сколько-нибудь сравнимые с олимпийскими телевизионные рейтинги и продажи билетов. Из 500 тыс. билетов на игры 2001 года продано было только 200 тыс. Привлечь дополнительных спонсоров не удалось. После распада СССР и изменений в организации Олимпийских Игр, их коммерциализации, ситуация изменилась. Журналисты иронически предлагали найти организаторам вместо противостояния СССР-США другие варианты, например, Северная и Южная Корея. После слияния компании Тёрнера Turner Broadcasting System с конгломератом Time Warner идея проведения Игр Доброй воли больше не привлекала внимание. Интерес к Играм постепенно угасал. Игры, назначенные на 2005 и 2006 год, были отменены.

## Летние игры
- I Игры: 5—20 июля 1986 года, Москва, Таллин, Юрмала, СССР (182 дисциплины, 18 видов спорта; 3 тыс. спортсменов из 70 стран).
- II Игры: 20 июля — 5 августа 1990 года, Сиэтл, США (21 вид спорта; 2,6 тыс. спортсменов из 54 стран).
- III Игры: 23 июля — 7 августа 1994 года, Санкт-Петербург, Россия (25 видов спорта; 2 тыс. спортсменов из 75 стран).
- IV Игры: 19 июля — 4 августа 1998 года, Нью-Йорк, США (25 видов спорта; 2,5 тыс. спортсменов из более чем 50 стран).
- V Игры: 28 августа — 9 сентября 2001 года, Брисбен, Австралия (14 видов спорта; 1300 спортсменов из 70 стран).
- VI Игры: 2006 год, Финикс, США (отменены).

## Зимние игры
- I Игры: 16—20 февраля 2000 года, Лейк-Плэсид, США.
- II Игры: 2005 год, Калгари, Канада (отменены).